# Египетска дроб
Египетска дроб е математически термин, чиято дефиниция варира в литературата. Според някои източници египетска дроб е синоним на аликвотна дроб, т.е. дроб от вида {\displaystyle \textstyle {\frac {1}{n}}}, където {\displaystyle \textstyle {n}} е естествено число.
За аликвотните дроби е в сила твърдението, че всяко положително рационално число е представимо във вида на сбор от краен брой аликвотни дроби с различни знаменатели. Вероятно простотата и силата на това твърдение е причина според други източници с египетска дроб да се означава сумата от положителни аликвотни дроби. Например, {\displaystyle \textstyle {{\frac {3}{4}}={\frac {1}{2}}+{\frac {1}{4}}}}, {\displaystyle \textstyle {{\frac {6}{7}}={\frac {1}{2}}+{\frac {1}{3}}+{\frac {1}{42}}}}